# Mohammad Kanzul Alam
Sultan Muhammad Kanzul Alam ibni al-Marhum, intitolato come Duli Yang Maha Mulia Paduka Seri Baginda Sultan Muhammad Kanzul Alam ibni al-Marhum Sultan Omar Ali Saifuddin I (Città del Brunei, 1743 – Città del Brunei, 1829), è stato un sovrano bruneiano, è stato il 22º sultano del Brunei dal 1807 alla sua morte o abdicazione (forse avvenuta prima del 1826). Per buona parte del regno governò insieme al figlio, Muhammad Alam, che diventerà sultano a tutti gli effetti dopo di lui. Prima di salire al trono, era noto come Pengiran Di-Gadong Sahibul Mal Pengiran Ayah.

## Biografia

### Inizi
Muhammad Kanzul Alam nacque nella famiglia reale di Città del Brunei nel 1743 (tuttavia alcune fonti riportano il 1736 e il 1742). Era figlio del sultano Omar Ali Saifuddin I, in carica fino al 1795, e della principessa Raja Isteri Pengiran Saleha Anak Sri Sultan Hussan Kamaluddin, terza moglie del sovrano e figlia di Sultan Hussan Kamaluddin.
Aveva quattro fratelli e nove fratellastri, tra cui spicca il due volte sultano Muhammad Tajuddin, figlio della sorella di sua madre. Si sposò tre volte generando otto figli, il primo dei quali fu il futuro sultano Mohammad Alam (da Pengiran Saleha). Tra essi spiccano anche Raja Pengiran Muda Hashim (da Pengiran Anak Salmah), Raja Isteri Pengiran Noralam Sri Sultan Muhammad Kanzul Alam (sempre da Saleha, sorella di Mohammad Alam) e Pengiran Babu Simpul (da Pengiran Isteri Nur Alam Sri Rama, la terza moglie). In particolare, Pengiran Noralam era il desiderio di tutti gli uomini di corte ed era nota come "la più bella principessa del Brunei".
Come tutti i reali del Brunei vantava rapporti di parentela con la potente dinastia sovrana di Sambas, da sempre legata al sultanato da vincoli dinastici, in particolare grazie allo zio paterno Sultan Abubakar Kamaluddin I.
È noto che si scontrò con il nobile Pengiran Dakula Temenggong (suo parente da parte di padre e figlio del Primo Ministro) per la conquista di “Raja Keroke” Pengiran Serail Anak Saleha, "colei che infiamma il mio cuore", che diverrà poi sua moglie. Per evitare problemi, grazie ai suoi contatti, decise di "ripagare" Temenggong facendo in modo che suo figlio e suo nipote sposassero le figlie del sultano di Sambas Omar Aqamaddin II, rispettivamente Radin Kenchana e Raden Fatimah Paduka Sri Sultan Omar Aquamaddin. Inoltre concesse a Temenggong stesso, rimasto vedovo, di sposare la propria figlia Pengiran Nigrat Sri Sultan Muhammad Kanzul Alam.
Fu educato in patria, come di consuetudine, ad un'elevata istruzione, e viaggiò in Cina e Indonesia; poi ricoprì la carica di Wazir (uno dei quattro governatori Raja principali del sultanato) dal 1782 al 1894 in Malesia del Sud. Con suo padre Saifuddin I al potere, fino al 1793-5, e poi il fratellastro Tajuddin fino al 1803, ricoprì l'incarico di Bandahara (Primo Ministro) per quasi dieci anni, sostituendo lo zio paterno Pengiran Digadong Sahibul. Da lui aveva ereditato il titolo onorifico di "Pengiran Digadong Ayah", riservato ai membri della famiglia reale che ricoprivano questo alto incarico, con cui era spesso citato.
Fu inoltre un abile mercante e arrivò a possedere un'enorme quantità di azioni del mercato bruneiano, diventandone il maggior esponente, grazie anche ai buoni rapporti con i Paesi limitrofi. Suo figlio erediterà questa passione ed espanderà ulteriormente il suo impero commerciale.
Fin da quegli anni è ricordato in modo molto positivo dal suo popolo per le numerose riforme, la tolleranza religiosa, il potenziamento della flotta commerciale e gli ottimi rapporti diplomatici con Spagna e Olanda (considerando poi che gli Olandesi avevano reso succube il vicino alleato, il Sultanato di Sambas, nel 1802). Inoltre, grazie ad un trattato favorevole con gli Olandesi, era riuscito ad ottenere un nuovo territorio per il Brunei: la valle di Lawas.

### Ascesa al potere
La vera svolta della sua carriera, comunque, fu nel 1803, quando Tajuddin abdicò per l'età avanzata e il grave calo della vista. A sostituirlo fu il figlio Muhammad Jamalul Alam I, che però morì dopo soli nove mesi per un male incurabile, lasciando un figlio in grembo e il minorenne Omar Ali Saifuddin. Questi poteva teoricamente reclamare il trono, ed era supportato dalla madre Pengiran Noralam o "Raja Isteri", figlia di Kanzul e discendente del sultano Abdul Mubin. Tuttavia il primogenito di Kanzul, Muhammad Alam, sperava di poter diventare egli stesso sultano o perlomeno di far salire al trono il padre. Così si oppose fermamente alla nomina di Saifuddin, sfruttando il fatto che fosse minorenne e dunque incandidabile al ruolo di sovrano. L'opposizione funzionò e, per evitare una crisi di successione in un momento così delicato, ritornò sul trono Muhammad Tajuddin, nel 1804. Questo anche perché il suo altro figlio, Pengiran Anak Muhammad Yusof, aveva subito rinunciato al trono offertogli dal padre per la "troppa responsabilità".
Muhammad Tajuddin, tuttavia, era molto anziano e malato, ormai quasi cieco. Per poter governare in modo sicuro optò per scegliere proprio il fratellastro e Primo Ministro Kanzul Alam, persona molto fidata ed esperta, come Reggente del Trono (dopo l'ennesimo rifiuto di Anak Yusof). A lui vennero ceduti man mano molti poteri decisionali, poiché Tajuddin non era più in grado di amministrare le questioni statali, fino a rendere Kanzul una sorta di "Vice-sultano".
Nel 1807, ormai incapacitato a governare, Tajuddin si dimise (morendo di malattia poche settimane dopo) e il trono passò al Reggente Kanzul Alam. Questi fu ufficializzato come sultano e iniziò il proprio regno (secondo la genealogia ufficiale l'11 febbraio 1807).
Ma come il passaggio sia avvenuto e soprattutto con che titolo non è chiaro: esistono infatti due versioni al riguardo, ognuna sostenuta da diverse fonti.

### La teoria della successione legittima
Secondo questa teoria, la più supportata in termini di fonti, Kanzul Alam avrebbe ottenuto il trono in modo legittimo dal fratellastro Tajuddin. I due infatti erano molto legati e in particolare Kanzul Alam era stato più che ottimo nell'aiutarlo a gestire (più o meno in autonomia) il Sultanato, motivo per cui il sovrano aveva scelto di ricompensarlo cedendogli il trono mentre era sul letto di morte. Anche perché, a conti fatti, quello era un momento complicato per il Brunei ed era meglio avere un sultano con pieni poteri che un Reggente.
Secondo questa versione, dunque, Omar Ali Saifuddin (il futuro sultano) non avrebbe più trovato alcuna legittimità nella successione al trono, salvo la benedizione del padre prima che morisse nel 1804. Questo spiega perché durante la sfiorata crisi di successione del 1826-8 il popolo e la nobiltà bruneiana si divisero in due tra il legittimo sultano Muhammad Alam e il pretendente Saifuddin. Spiega anche perché nel 1828, con la morte del fratello, l'erede apparente al trono fosse Pengiran Muda Hashim, terzogenito di Kanzul (la sorellastra Pengiran Babu Simpul non era infatti candidabile in quanto le donne non potevano salire al trono).
Non è invece spiegato come Pengiran Nooralam, sorellastra di Muhammad Alam e madre di Saifuddin, fosse in possesso dei leggendari strumenti simbolo del potere temporale del sultano: il pugnale Kris Si Naga e, secondariamente, la corona (Mahkota). Secondo alcuni critici è possibile che li abbia tenuti (violando ogni legge consuetudine) da quando il marito Jamalul I era sultano, per poi utilizzarli per investire il figlio Saifuddin nel 1826. Questa spiegazione però viola la teoria della legittimità: molte fonti sostengono infatti che Kanzul Alam, a differenza del figlio, sarebbe stato incoronato e confermato con la corona e il Kris Si Naga. Dunque il misterioso passaggio di proprietà è per forza avvenuto dopo il 1807, ad esempio se Pengiran Noralam ha sottratto lo strumento dalla sua teca inviolabile, utilizzandolo poi per permettere al figlio di reclamare il trono nel 1825.
Una spiegazione alternativa è fornita da una cronaca a posteriori secondo cui Pengiran Noralam, grazie alla sua forte influenza nel palazzo reale, avrebbe impedito che il padre Kanzul Alam divenisse sultano con assoluta legittimità. Egli infatti avrebbe ottenuto il trono, ma senza l'investitura con il Kris Si Naga e dunque senza diventare "Yang Di-Pertuan Brunei" ossia sovrano a vita. Per contro, la genealogia ufficiale del 1952 e del 1982 riporta Kanzul Alam come "Sultan Yang Di-Pertuan", in diametrale opposizione a questa tesi.

### La teoria del presunto "accordo"
Un'altra versione, sostenuta da diverse fonti e da alcune genealogie, è che vi sia stato un esplicito accordo tra il Reggente Kanzul Alam e il sultano Muhammad nel 1806. Secondo questa teoria dopo l’abdicazione di Tajuddin, fissata per il 1807, Kanzul Alam sarebbe rimasto Reggente del Trono e dunque massima autorità del Brunei, ma non avrebbe assunto il titolo di sultano. Questo spettava, infatti, ad Omar Ali Saifuddin, che sarebbe salito al potere non appena raggiunta la maggiore età (dunque dopo il 1820). Kanzul Alam continuò a mantenere la reggenza per conto di Saifuddin dopo l’abdicazione di Tajuddin ma, non appena questi morì poche settimane dopo, usurpò il trono e si fece incoronare sultano a tutti gli effetti, rompendo l’accordo una prima volta. Non venne però confermato con la corona e il Kris Si Naga poiché questi appartenevano alla madre di Saifuddin, Noralam, per conto del figlio e proprio per il patto del 1806: fungevano quindi da “garanzia” affinché Omar Ali diventasse sultano. Il Reggente, infatti, non riceveva l’investitura ufficiale, che in quanto riservata al sovrano solo Saifuddin avrebbe dovuto ricevere. Secondo alcune fonti, però, fu l’influente Noralam a impedire l’investitura ufficiale di Kanzul Alam, pur non potendogli togliere il trono. L’accordo fu poi rotto una seconda volta nel 1825-6 quando Kanzul Alam, che nel frattempo era rimasto al potere insieme al figlio governando il Brunei da sultano, nominò Muhammad Alam suo successore creando una nuova dinastia imperiale.
"According to the agreement, Omar Ali Saifuddien had to become Sultan after reaching the major age. However, in 1807 Mohammad Kanzul Alam breach the agreement by making himself Sultan after the passing of Mohammad Tajuddin and reigned uninterruptly with the help his son, Mohammad Alam, until his death in 1826. The conflict deepens with Sultan Mohammad Kanzul Alam agreed to make his son as his successor although the royal regalia that signify supreme authority still remain in the hands of Omar Ali Saifuddien. (...) Feeling his father's blessing was enough to make him Sultan, "Raja Api" ascended to the throne soon after Sultan Mohammad Kanzul Alam passed away, opening the way for a civil war."
"Therefore, Sultan Muhammad Tajuddin reluctantly left the throne to his half brother Pengiran Digadong or Mohammad Kanzul Alam, prior to his passing, on basis he only acts as a Regent. But in 1807 Mohammad Kanzul Alam made himself Sultan and in the subsequent year he decreed to call his house as Royal Palace or seat of governance. (...) Automatically, Sultan Mohammad Kanzul Alam made his son the heir apparent, and the two get rid of regency's limited power by working together to create their own dynasty through wit and power grabbing."
In tal caso, il trono spettava legittimamente a Saifuddin e dunque la teoria spiega sia la successiva crisi legata alla successione (dovuta alla nomina del figlio di Kanzul Alam come sultano) sia il fatto che Saifuddin, attraverso sua madre, possedesse entrambe le regalie reali verso il 1826 o prima. Non spiega, però, perché il Bandahara Muda Hashim debba comunque rinunciare al titolo di sultano nel 1828, quando questo spettava per diritto a Saifuddin, essendo gli Alam usurpatori.
Nel complesso, pertanto, tutte le teorie mostrano diversi punti di forza e altrettante lacune che rendono impossibile definire quale privilegiare.

### Sul trono
Che l'abbia fatto da legittimo erede o da usurpatore, Kanzul Alam salì al trono nel 1807 e l'anno successivo spostò il Palazzo Reale in casa propria. Il suo regno vide numerose riforme e fu apprezzato dal popolo, che vedeva in lui una persona saggia ed esperta, ma allo stesso tempo scaltra e sagace. Era noto per la sua mentalità aperta e le idee lungimiranti in campo diplomatico.
Tra le riforme più importanti, nel 1821 il sultano introdusse in modo progressivo una nuova valuta, il peso bruneiano, per combattere l'inflazione, e nel 1809 abbassò sensibilmente i prezzi del grano e del pane per favorire gli indigenti. Inoltre, negli anni Venti ridusse le tasse agli enti religiosi, oltre ad aumentare la tolleranza per gli altri credi (per quanto limitata).
Emanò molte leggi antipirateria, in particolare nel 1813 si alleò con il capitano britannico Robert Garnham per combattere la pirateria sullo stretto di Malacca con un grande successo, ottenendo inoltre una pacificazione generale della zona. A livello commerciale, essendo stato lui stesso un grande mercante, strinse alleanze con la Cina e fece aprire una nuova rotta commerciale tra essa e la Malesia, così da opporsi al potere dei trafficanti olandesi, sempre più influenti. Allo stesso tempo riuscì fortemente a limitare il mercato nero, grazie anche alla riduzione del numero dei pirati e alle nuove vie di commercio internazionale.
Non mancarono incidenti diplomatici dovuti al temperamento acceso del figlio, che ad esempio scacciò un ambasciatore olandese nel 1813 perché non l'aveva onorato per il suo ruolo. Kanzul Alam fece rimproverare il diplomatico e sistemò la questione. Nel 1823 ricevette a palazzo una seconda delegazione olandese, questa volta con risultati ottimali.
Sempre sul piano diplomatico, Kanzul Alam mantenne ottime relazioni con gli altri stati malesi e con le potenze straniere, instaurando trattati commerciali con la Spagna e Manila, in particolare per quanto riguarda la vendita del petrolio.
Fu lui a permettere ad alcune truppe britanniche di entrare in Brunei, sotto la guida di "Si Merah". Esse sfidarono gli abitanti locali a sconfiggere Kuyuk ("rosso"), un enorme cane di proprietà di Si Merah; l'unico a riuscirci fu il nobile bruneiano Pengiran Muhammad Daud, nel 1809. Per questo successo venne intitolato da Kanzul Alam in persona Pengiran Pemancha (cioè "principe coraggioso"). Lo stesso Pemancha, su richiesta di Kanzul Alam, recuperò nel 1810 la tigre dorata del sultano di Terenggau che era fuggita dalla sua gabbia, ottenendo il plauso di entrambi i sovrani.
Nel 1818 nominò Primo Ministro il figlio Pengiran Muda Hashim, anch'egli molto apprezzato in Brunei. Inoltre il suo patrigno Sura Negara Pengiran Anak Badaruddin venne nominato Tesoriere del sultanato; nel 1822 si stabilirà in Pahang con la nuova famiglia, rafforzando il legame commerciale tra il Brunei e il sultano di Johor.
Nel 1820 nominò Pengiran Indera Mahkota, membro delle famiglie reali di Brunei e Sambas, governatore di Sarawak, ove possedeva molte miniere, così da poterle sfruttare al meglio.
"After a great number of precious resources was discovered in Sarawak, Mohammad Kanzul Alam sent in that region Pengiran Indera Mahkota, a kinsman to the Sultan. (...) In that way he ensured that the Governor, whose family held the control of many mines, would abandone his claims on the region, only paying a tax on it. (...) But Mahkota's oppressive politic would prove dangerous in the latter years."
Seppure Kanzul Alam sia universalmente considerato un sovrano saggio e dalla lunga vista, Raja Mahkota non mancò di criticarlo nel suo celebre poema Syair Rakis. In particolare lo accuserà di aver permesso alle truppe britanniche di entrare nel Paese e agire liberamente, iniziando così un percorso che terminerà con la colonizzazione del Brunei, e anche di aver tenuto relazioni troppo aperte con gli europei. Inoltre, le lacerazioni e i conflitti aperti nella famiglia reale da Kanzul Alam finiranno per indebolire il sultanato e permettere a James Brooke e poi ai Britannici di privarlo dei suoi territori (Sarawak e Labuan e poi il sultanato stesso nel 1888).

### Il doppio governo
Da quando fu nominato Reggente di Saifuddin, Kanzul Alam si sentì "obbligato della nuova posizione". Nominò sé stesso sultano, stabilì il Palazzo Reale in casa propria perché "competesse alla sua nuova autorità" e iniziò una linea di successione probabilmente contro la volontà di Tajuddin, che sperava invece di preservare il proprio sangue attraverso Saifuddin. Tenendo conto che Kanzul Alam aveva avuto tre figli maschi da due matrimoni (su otto figli totali in tre matrimoni), era chiaro che intendeva mantenere il trono.
In particolare divenne fondamentale il ruolo del figlio, Muhammad Alam, durante il suo regno, a tal punto che si parla di un "doppio governo". Suo figlio, divenuto prominente nella corte, arrivò infatti a ricevere di persona ambasciatori e a varare leggi di proprio pugno (come quella contro i pirati nel 1823), oltre ad utilizzare la nave riservata al sultano, "Fiore di mare". Addirittura nel 1816 elevò la propria casa al rango di "Palazzo" cioè residenza reale, cosa mai successa prima.
Come si evince da uno scambio di lettere del 1821 con William Farquhar, primo residente di Singapore sempre in contatto con Kanzul Alam, Muhammad (pur egli mercante e azionista) assunse un ruolo preponderante e pretese di gestire da solo la proposta di scambi commerciali con quest'ultimo, con il risultato di farlo desistere. Alla fine, però, si pentì e decise di non varcare il confine preposto al sultano regnante, chiedendo al padre di prendere la decisione al riguardo (anche perché egli possedeva un'enorme quantità di azioni del mercato). Kanzul Alam, riallacciati i rapporti con Farquhar, rimproverò il figlio in una lettera del 18 luglio 1821, ma allo stesso tempo ne apprezzò l'obbedienza. Questo misto di collaborazione e di aiuto tra i due fu davvero efficace nella gestione del Brunei, e si verificò sempre. Il rapporto tra padre e figlio era così stretto che Kanzul Alam, nelle lettere del 12 giugno e 12 luglio a Farquhar, parlava di Muhammad chiamandolo "nostro amico" (sabahat kita) invece che "nostro figlio" (anakanda kita).
Un altro episodio interessante si verificò nel 1809, quando l'ambasciatore britannico Si Merah era andato in visita del Brunei in cerca di una colonia. Questi si era subito gettato ai piedi di Muhammad Alam anziché a quelli del sultano, riverendo solamente lui mentre Kanzul Alam restava a guardare non senza disappunto. Muhammad Alam sgridò il diplomatico, tuttavia suo padre gli disse di lasciarlo fare e ne perdonò l'errore.
Importante fu il ruolo di Muhammad Alam anche quando, nel 1819, il capitano Garnham si recò a Palazzo Reale per avvertire il sultano Kanzul Alam di una pericolosa azione di pirateria sulle coste del Borneo, avvertendolo che la Gran Bretagna avrebbe ordinato il blocco dei propri porti in caso di persistenza della crisi. Fu Muhammad Alam a prendere in mano la situazione e a gestire l'operazione che riuscì a debellare la minaccia, evitando l'embargo e il forte danno commerciale che ne sarebbe conseguito.
Nel 1821 Kanzul Alam lasciò in eredità al figlio Muhammad diverse centinaia di lingotti d'oro e permise che fosse a sua volta chiamato "Pengiran Digadong Mall"

### La crisi di successione
Il potere di Muhammad Alam crebbe notevolmente fino a quando, tra il 1823 e il 1826, era ormai lui a gestire davvero il governo del Brunei, mentre il padre aveva progressivamente abbandonato gli impegni politici. Arrivò persino ad essere nominato Reggente del Trono e "Vice-sultano", di fatto governando quasi da solo. Ma l'occasione di prendere il potere fu quando, nel 1826, Kanzul Alam fu colto da una grave malattia e impedito in ogni sua funzione. In quel momento Muhammad Alam approfittò della situazione per chiedere il trono al padre, che era sul letto di morte. Kanzul Alam glielo concesse e lo nominò erede al trono (cosa che, secondo alcune versioni, era già successa prima del 1820), o forse abdicò in suo favore. Non poté tuttavia farlo investire con il Kris Si Naga, che era nelle mani della madre di Saifuddin.
”At some point prior to his father's death Muhammad Alam might have been elevated to the charge of Deputy Sultan. (...) In 1826 Sultan Mohammad Kanzul Alam has been very sick so his son Mohammad Alam used this opportunity to request for the throne which the Sultan agreed but he will not hand over the Kris Si Naga and the crown as it's belong to Omar Ali Saifuddien according to the agreement between Sultan Mohammad Kanzul Alam and his half brother Mohammad Tajuddin in 1806. (...) Muhammad Alam became sultan in 1826 soon after his father's death, thus the succession crisis broke out."
Non si sa se Kanzul Alam morì quello stesso anno per la malattia e la vecchiaia, venendo sostituito dal figlio, o se continuò a vivere per altri tre anni; di certo la sua autorità e il suo potere reale erano ormai completamente nelle mani di Muhammad Alam.
Per lo sdegno di non essere stati neppure considerato, il fratellastro di Muhammad Pengiran Muda Hashim lasciò il Brunei per un anno. La nobiltà ebbe una reazione altrettanto scandalizzata, poiché questa mossa, che permetteva al sultano di creare una nuova dinastia, infrangeva la legge di successione o il possibile "accordo" del 1806.
Tra il 1825-6 e il 1828, dunque, Muhammad Alam divenne effettivamente sultano (forse succedendo al padre o forse in contemporanea con lui) e governò il Brunei, tuttavia la sua autorità fu subito sfidata da quella di Omar Ali Saifuddin che, privilegiato dalla nobiltà, aveva reclamato il trono nel 1825. Saifuddin venne investito clandestinamente dalla madre come sultano (ma non "Yang Di-Pertuan" cioè sovrano a vita) con il Kris Si Naga che Muhammad Alam non poté mai avere e, per sfuggire all'ira di quest'ultimo che lo voleva eliminare, si rifugiò nell'isola fortificata di Keingaran.
Si sfiorò dunque una guerra civile che tuttavia non avvenne mai, e che si concluse con l'eliminazione di "Raja Api" nel 1828 (quando fu, secondo la versione, assassinato o condannato a morte presso Pulau Chermin su istigazione di Pengiran Nooralam). Alla fine, nel 1828, il suo fratellastro ed erede apparente al trono Muda Hashim rinunciò al trono in favore di Saifuddin, che poté diventare sultano l'anno seguente e fu incoronato nel 1830, cominciando a ripristinare la pace dopo la sfiorata guerra civile. Hashim venne confermato nell'incarico di Bandahara.
"After receiving the blessing from his father Sultan Mohammad Kanzul Alam, "Raja Api" felt he could really govern Brunei. Despite not having the crown and the state Kris which for ages symbolizes the full authority of the Sultanate, yet his father promise we can say, at the deathbed, will seem irrefutable. (...) He stepped to the throne in 1826 soon after his father passed away. (...) But now Omar Ali Saifuddien was stronger than before and received the please of nearly all the nobles. (...) Saifuddien claimed the throne in 1825. The Kris Si Naga was in the possession of his mother, thus strenghtened his claim."
Da Pengiran Shahbandar Pengiran Anak Abdul Wahab, uno dei figli di Kanzul Alam e Pengiran Salmah, nascerà il futuro sultano Abdul Momin (in carica dal 1852).
I discendenti di Muhammad Alam, suo figlio, sono vivi ancor oggi e risiedono in Brunei.

### La morte
Non è possibile individuare una data precisa sulla sua morte e abdicazione, poiché vi sono molte versioni contrastanti.
Alcune dicono che morì nel 1822 o nel 1824, nel primo caso fornendo addirittura la data: il 28 aprile. Tuttavia vengono generalmente scartate, in quanto è estremamente probabile che Kanzul Alam fosse ancora vivo nel 1826, quando nominò suo figlio erede oppure abdicò in suo favore. Se anche alcune fonti riportano che Kanzul Alam era già malato verso gli Anni Venti, è comunque più diffusa la versione di una "malattia improvvisa" che lo colpì nel 1826. D'altro canto, la genealogia ufficiale del 1952 cita proprio il 28 aprile 1822 come data della dipartita. Potrebbe essere possibile, secondo gli storici, che abbia invece abdicato nel 1822 e sia rimasto solo formalmente come capo di stato fino alla morte, avvenuta successivamente (questo spiega perché a volte suo figlio è considerato sultano nel 1822-4).
Altre pongono la sua morte nel 1826, data molto realistica. Infatti si sa che in quell'anno "era molto malato", oltre che molto anziano, e che per assicurarsi la successione nominò Muhammad Alan suo successore, rompendo ogni accordo. Secondo alcune fonti abdicò, mentre per altre morì poco dopo la nomina, lasciando al figlio il trono. Muhammad Alam sarebbe così salito al potere in breve tempo nel 1826, facendo esplodere le ostilità: si dice infatti che ottenne il potere "appena dopo la morte di Kanzul Alam".
Altre ancora sostengono che abbia vissuto fino al 1829, il che è plausibile, ma non è chiaro se abbia abdicato nel 1822-6 o se formalmente sia rimasto sultano insieme al figlio (che infatti è escluso dalla successione in alcune genealogie). Se questo è vero, è molto probabile che Saifuddin sia diventato sultano nel 1829 proprio perché aveva dovuto aspettare la sua morte, avvenuta lo stesso anno, e che dunque continuò ad essere sultano de iure fino alla dipartita. Si dice anche che fosse rimasto estremamente dispiaciuto per la morte del figlio, cui era estremamente legato. Resta però inspiegabile come sia guarito dalla "grave e improvvisa malattia" che lo aveva presumibilmente colpito nel 1826.
Questo sovrano ha avuto una discendenza molto vasta, che continua ancor oggi. Di lui si è conservato un mosaico che lo raffigura con in mano lo scettro; si può notare che aveva i capelli folti e marroni e la barba fitta e scura. Presumibilmente la raffigurazione risale al 1810-15.

### Lo scambio di lettere e i rapporti diplomatici
Kanzul Alam è noto per le sue relazioni distese e pacifiche con gli altri Paesi, che lo portarono a stringere accordi convenienti con Singapore, Aceh, Inghilterra, Stati Uniti, Spagna, Manila e Olanda (molto importanti, soprattutto dopo che l'Olanda si era impossessata del vicino sultanato di Sambas, da sempre legato al Brunei attraverso la dinastia regnante, e che l'Inghilterra allungava le mire sulla Malesia). Il Sultano scrisse numerose lettere, molte tra il 1813 e il 1822, ai governanti degli altri Stati; in particolare sono davvero importanti quelle scambiate con William Farquhar, primo abitante nonché Governatore di Singapore, inviato dalla regina in persona per esplorare l'isola.
In queste lettere si denota un rapporto amichevole tra i due, con Kanzul Alam che si definisce sé stesso il Sole e William la Luna, che brilla con grande forza ma solo riflettendo il suo bagliore. Questo significa che Singapore poteva e doveva dipendere dal Brunei (commercialmente e per alleanze), se voleva risplendere. L'amicizia tra Singapore e il Brunei rimarrà infatti sempre molto forte, anche dopo la morte di Kanzul Alam, e questo si vedrà ad esempio quando, nel 1835, Raja Muda Hashim invierà a Singapore dei naufraghi inglesi.
Famose sono le lettere di giugno e luglio 1821, in cui Muhammad Alam, figlio del Sultano, invita William Farquhar a salpare con la sua nave "Fiore di loto" verso il Brunei per fare acquisti e scambi commerciali. Inizialmente William fu stupito dalla richiesta piuttosto pressante, e decise di desistere; fu Kanzul Alam a riallacciare i rapporti, mostrando disapprovazione verso l'operato del figlio, che tuttavia aveva chiesto il suo permesso mostrandosi obbediente. Alla fine William continuò le trattative con il Brunei e ne divenne un importantissimo alleato commerciale.
Le altre lettere ritrovate (oltre 200) mostrano come Kanzul Alam abbia abilmente riallacciato i rapporti con le potenze estere e gli altri Stati del Brunei, ristabilendo l'egemonia e il potere del proprio Paese e conservandone cultura e lingua nonostante le rivalità passate (ad esempio quelle con la Spagna, che duravano dalla guerra di Castiglia del 1587 e la conseguente perdita delle Filippine). In esse si denota un grande spirito d'iniziativa da parte del Sultano, che mostra come siano fondamentali i valori dell'integrazione, dell'accordo e della disponibilità per risolvere le questioni fra gli Stati.
La loro datazione è poi utile per comprendere meglio la situazione del Brunei a quel tempo: i suoi nemici, i suoi alleati, la divisione del potere tra Kanzul Alam e il figlio. È stata anche utilizzata per confermare la morte di Kanzul Alam il 28 aprile 1822 come nella genealogia, poiché in quel periodo finisce la corrispondenza. Tuttavia, gli eventi storici che si susseguono smentiscono questa ipotesi, anzi è estremamente difficile che Kanzul Alam sia morto prima del 1826.
Kanzul Alam, infatti, fu sempre molto apprezzato dal popolo per la sua apparente bontà e le buone maniere, e il giudizio su di lui è spesso positivo. D'altro canto il rapporto eccessivo con il figlio, cui lascerà il trono per creare una dinastia, e l'uso quasi tirannico o illecito del potere, porteranno alcuni storici (soprattutto nobili) a schierarsi contro di lui.
Dalle lettere si denota anche la sua personalità curiosa e per certi versi stravagante. Ad esempio nel 1813 un ambasciatore di Sumatra, Rentrap, venuto per tagliare il nastro alla cerimonia di apertura di una nuova via commerciale dal Brunei all'Indonesia (il sultanato di Aceh), lo definisce "molto pressante". Egli era infatti notevolmente infastidito dal comportamento del sultano, che continuava a porgergli domande e a girargli intorno prima del suo discorso inaugurale e del taglio del nastro. Questo contribuisce a spiegare la personalità di Kanzul Alam, che per le cronache "non si lasciava sfuggire nulla".